# Urophyllum leytense
Urophyllum leytense är en måreväxtart som beskrevs av Elmer Drew Merrill. Urophyllum leytense ingår i släktet Urophyllum och familjen måreväxter. Inga underarter finns listade i Catalogue of Life.